# يوتا إيتو
يوتا إيتو (باليابانية: 伊藤 優汰) (18 سبتمبر 1992 في آيتشي في اليابان – )؛ هو لاعب كرة قدم ياباني سابق كان يلعب كلاعب وسط.

## وصلات خارجية
- يوتا إيتو على موقع رابطة كرة القدم اليابانية للمحترفين (اليابانية)
- يوتا إيتو على موقع قاعدة بيانات كرة القدم.إي يو (الإنجليزية)
- يوتا إيتو على موقع Soccerway.com (الإنجليزية)
- يوتا إيتو على موقع عالم كرة القدم.نت (الإنجليزية)
- يوتا إيتو على موقع كووورة